# Juan José Gómez Cadenas
Juan José Gómez Cadenas (Cartagena, 1960) es un físico y novelista español.
Hijo de marino, mayor de seis hermanos, su infancia nómada transcurre entre diversas ciudades costeras. Su familia se instala definitivamente en Sagunto en 1975. Termina el bachillerato en dicha localidad y estudia Ciencias Físicas en la Universidad de Valencia. Su trabajo le llevará a residir fuera de España desde 1983 hasta 1999, fecha en que regresa a Valencia. Está casado con la científica española Pilar Hernández y tiene dos hijos, Irene y Héctor.

## Trayectoria científica
Realiza estudios de posgrado en el acelerador linear de la universidad de Stanford, en California, merced a una beca Fulbright. Posteriormente trabaja como físico de plantilla del Laboratorio Europeo de Física de Partículas (CERN) y en las universidades de Harvard y Massachusetts. Ha sido catedrático de Física Atómica y Nuclear en la Universidad de Valencia y Profesor de Iinvestigación del CSIC. En la actualidad es Ikerbasque Research Professor en el DIPC. 

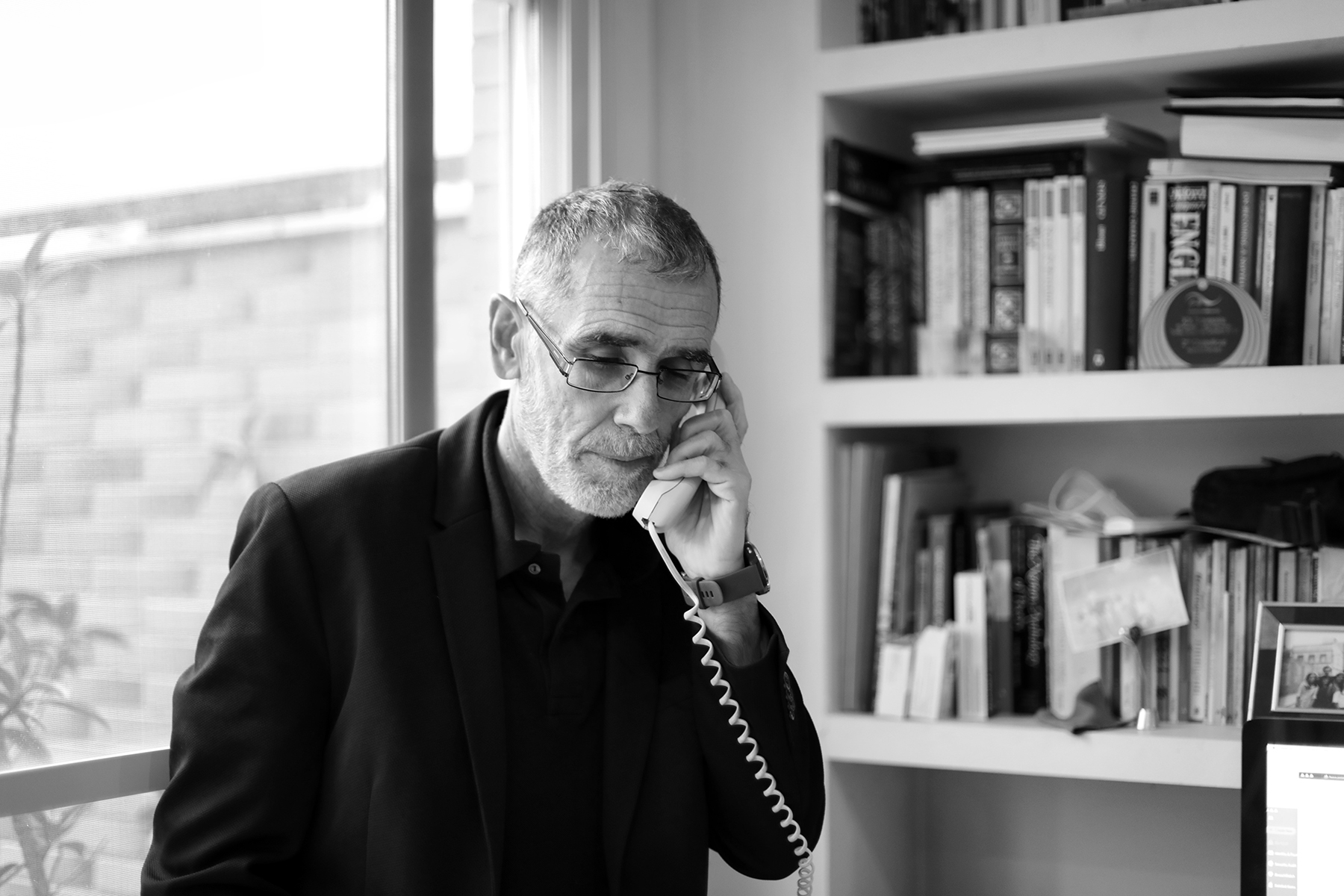
Juan José Gómez Cadenas tras recibir la ERC-Synergy

Sus contribuciones científicas más destacadas son en el campo de física de neutrinos. Ha participado en numerosos experimentos, entre ellos NOMAD (CERN, Ginebra) y K2K (KEK, Tokio). En la actualidad dirige el experimento NEXT en el Laboratorio Subterráneo de Canfranc (LSC) una instalación singular del ministerio de industria. El programa experimental del LSC incluye estudios de la naturaleza intrínseca del neutrinos así como la búsqueda de partículas pesadas y que apenas interactúan con la materia (WIMPS) que podrían constituir la materia oscura del universo. En julio de 2013 obtiene uno de los prestigiosos Advanced Grants del ERC (European Research Council) para seguir adelante con el proyecto NEXT. En noviembre de 2020 obtiene una ERC Synergy, para el proyecto que coordina NEXT-BOLD, dotado con 9,3 millones de euros. Se trata del primer proyecto de estas características que consiguen instituciones vascas.
Es autor de El ecologista nuclear. Alternativas al cambio climático (Espasa , 2012) ensayo en el que aboga por un mix energético amplio que incluya la energía nuclear junto a las renovables.
Es autor de Virus: La guerra de los mil millones de años (Espasa, 2020) junto al biólogo Juan Botas.

## Trayectoria literaria
J.J. Gómez Cadenas ha publicado un libro de relatos La Agonía de las libélulas, 2000 y cinco novelas: Materia Extraña (Espasa, 2008), Spartana (Espasa, 2014), Saltimbanquis (Encuentro, 2018), Ciudad sin Sueño  (West Indies, 2020) y Nación Neandertal (2024). Las tres novelas publicadas con Espasa se encuadran en un género que el propio autor ha definido como "Ficción Científica". En ellas, la trama se desarrolla en un futuro cercano y se contemplan escenarios plausibles desde el punto de vista científico. Así en Materia Extraña se especula sobre la posibilidad de crear átomos de materia extraña en el colisionador de protones LHC del CERN (donde el autor trabajó muchos años como científico de plantilla) así como la posibilidad de controlar la proliferación nuclear usando neutrinos (un campo en el que el autor es un experto). En Spartana se describe la posibilidad de usar neutrinos para explorar el interior se la Tierra y para desactivar armas nucleares y en Nación Neandertal se especula con la posibilidad de clonar neandertales. Por otra parte, las novelas de Gómez-Cadenas se caracterizan por la variedad y amplitud de escenarios y un amplio elenco de personajes. Así, la trama de Materia Extraña se reparte entre Ginebra, Estados Unidos e Irán, en Spartana, donde se presenta una Europa arruinada bajo la influencia de Rusia, los personajes viajan desde España al lago Baikal pasando por Moscú y en Nación Neandertal la trama se desarrolla entre Islandia, Rusia, París y la República Democrática del Congo.
En Nación Neandertal, la última y más ambiciosa novela de Gómez-Cadenas, la trama futurista, centrada en la posibilidad (y las consecuencias) de clonar neandertales en un futuro próximo (2050) viene acompañada de otra que se desarrolla en el pasado remoto y en la que el lector sigue la aventuras de una tribu mixta de neandertales y hombres modernos. La novela explora, por una parte, los dilemas éticos asociados a la clonación (en particular de especies extintas, incluyendo humanos extintos) y por otra especula sobre las razones que llevaron a la extinción de los neandertales. La temática se desarrolla a partir de tramas muy dinámicas, protagonizadas por personajes apasionados y complejos. 

## Enlaces externos

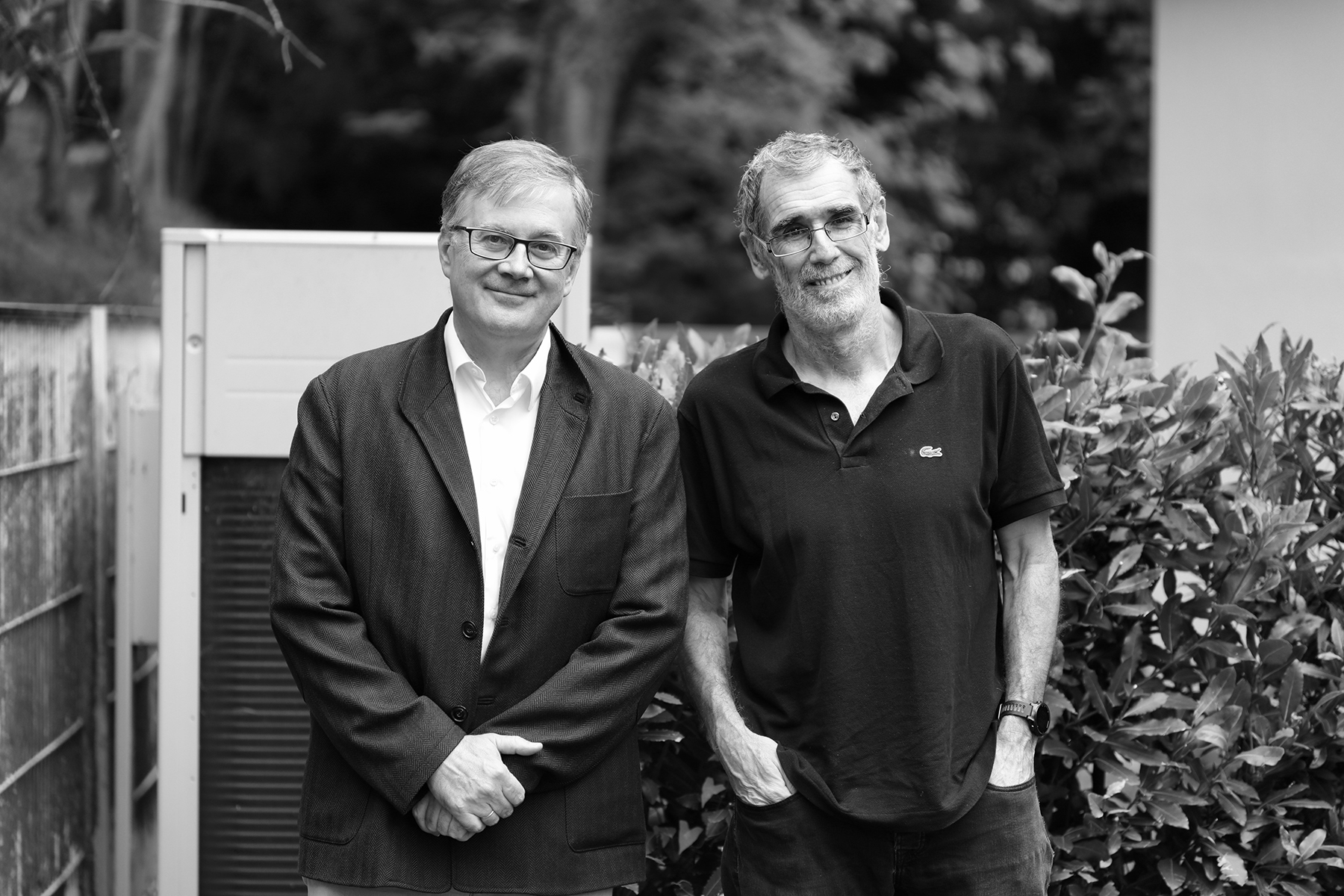
Fernando Cossío y Juan José Gómez Cadenas